# Segmentul B
Segmentul B este al doilea cel mai mic dintre segmentele europene pentru mașini de pasageri între segmentul A și segmentul C și este descris în mod obișnuit ca „mașini mici”. Segmentul B este cel mai mare segment din Europa ca volum, reprezentând 20% din vânzările totale de mașini în 2020, conform JATO Dynamics.